# Regional Air Services
Regional Air Services (RAS) este o companie de taxi aerian privat din România.
Compania este prezentă pe această piață din 1998.
Regional Air Services deține primul aerodrom privat din România, la Tuzla, județul Constanța, și prima școală privată de pilotaj.
Compania organizează cursuri de parașutism și de pilotaj, zboruri de agrement, zboruri cu elicopterul, zboruri publicitare sau zboruri în regim aerotaxi.
În iunie 2010, compania avea o flotă de 16 avioane și trei elicoptere cu o capacitate între unu și opt locuri.
Școala de pilotaj a companiei oferă brevete de pilot în două etape: mai întâi, PPL (Private Pilot License sau Licența de Pilot Privat) și apoi CPL (Commercial Pilot License), care pregătește piloți pentru activități comerciale și mai ales utilitare, dar și ATPL (Airline Transport Pilot License), necesar celor care vor să lucreze ca piloți pe companiile de linie.
Cifra de afaceri în 2009: 4 milioane euro